# Numeración abyad
La numeración abŷad (أَبْجَد, abd͡ʒat) es un sistema de numeración en el que a las 28 letras del alfabeto árabe se les asignan valores numéricos. Se han utilizado en el mundo arabófono desde antes de la numeración arábiga (siglo VIII). En árabe moderno, la palabra abjadīyah significa «alfabeto» en general.
En el sistema abyad la primera letra del álfabeto árabe, álif, se utiliza para representar el 1; la segunda letra, bāʼ, se utiliza para representar el 2, etc. Otras letras se utilizan para representar decenas y centenas: yāʼ para 10, kāf para 20, qāf para 100, etc.
La palabra abyad en sí (أبجد) deriva de las primeras cuatro letras (a-b-g-d) del alfabeto fenicio, arameo, hebreo y otros alfabetos utilizados para escribir lenguas semíticas. Estos alfabetos tenían solo 22 letras y acababan en tau, que tiene un valor numérico de 400. El sistema abyad árabe continúa en este punto con letras que no se hallan en los otros alfabetos: ṯāʼ = 500, etc.

## Orden del abyad
El orden del abyad árabe tiene dos variantes ligeramente distintas. El orden del abyad no es una sencilla continuación histórica del anterior orden alfabético semítico septentrional, que tiene una posición para la letra semk/samek, aunque ninguna letra árabe deriva de esta. La pérdida de semk se compensó doblando la letra šin en dos letras árabes independientes: šin (ش) y sin (ﺱ), que ocupó el antiguo lugar de semk.
El orden abyad más común, leído de derecha a izquierda, es:
| غ  | ظ | ض | ذ  | خ  | ث  | ت | ش  | ر | ق | ص | ف | ع | س | ن | م | ل | ك | ي | ط | ح | ز | و | ه | د | ج | ب | ا |
| gh | ẓ | ḍ | dh | kh | th | t | sh | r | q | ṣ | f | ‘ | s | n | m | l | k | y | ṭ | ḥ | z | w | h | d | j | b | ā |

Esta secuencia suele vocalizarse así:
- abjad hawwaz ḥuṭṭī kalaman saʻfaṣ qarashat thakhadh ḍaẓagh.

Otra vocalización común es esta:
- abujadin hawazin ḥuṭiya kalman saʻfaṣ qurishat thakhudh ḍaẓugh

Otra ordenación del abyad (probablemente más antigua, ahora limitada principalmente al Magreb), es:
| ش  | غ  | ظ | ذ  | خ  | ث  | ت | س | ر | ق | ض | ف | ع | ص | ن | م | ل | ك | ي | ط | ح | ز | و | ه | د | ج | ب | ا |
| sh | gh | ẓ | dh | kh | th | t | s | r | q | ḍ | f | ‘ | ṣ | n | m | l | k | y | ṭ | ḥ | z | w | h | d | j | b | ā |

que se puede vocalizar como:
- abujadin hawazin ḥuṭiya kalman ṣaʻfaḍ qurisat thakhudh ẓaghush

Los diccionarios modernos y otras obras de referencia no usan el orden del abyad para ordenar alfabéticamente. Se prefiere el orden del hijāʼī (هجائي), más moderno, en el que las letras se ordenan parcialmente por similitud en la forma:
| ي | و | ه | ن | م | ل | ك | ق | ف | غ  | ع | ظ | ط | ض | ص | ش  | س | ز | ر | ذ  | د | خ  | ح | ج | ث  | ت | ب | ا |
| y | w | h | n | m | l | k | q | f | gh | ‘ | ẓ | ṭ | ḍ | ṣ | sh | s | z | r | dh | d | kh | ḥ | j | th | t | b | ā |

Otro tipo de ordenación alfabaʼī utilizado hasta hace poco en el Magreb, antes de ser reemplazado por el orden mashrequí:
| ي | و | ه | ش  | س | ق | ف | غ  | ع | ض | ص | ن | م | ل | ك | ظ | ط | ز | ر | ذ  | د | خ  | ح | ج | ث  | ت | ب | ا |
| y | w | h | sh | s | q | f | gh | ‘ | ḍ | ṣ | n | m | l | k | ẓ | ṭ | z | r | dh | d | kh | ḥ | j | th | t | b | ā |

Los diccionarios persas usan un orden ligeramente distinto, en el que و viene antes de ه‍ en lugar de tras ella.

## Usos del sistema abyad
Antes de la introducción de los números indoarábigos, los numerales abyad se utilizaban para todos los usos matemáticos. En árabe moderno, se usan principalmente para ordenar guiones, puntos en listas, etc. En español para estos fines se suelen utilizar también letras («a», «b», «c»...) u ocasionalmente números romanos (I, II, III...), mientras que en árabe se ordenan primero «أ», luego «ب», después «ج», etc. y no en el orden del hijāʼī.
Los numerales abyad también se utilizan para asignar valores numéricos a palabras árabes en el marco de la numerología. Una frase islámica tan común como بسم الله الرحمن الرحيم bismillāh al-Raḥmān al-Raḥīm («En nombre de Dios, el clemente, el misericordioso»; véase basmala) tiene un valor numérico de 786 (por un valor acumulativo letra por letra de 2+60+40+1+30+30+5+1+30+200+8+40+50+1+30+200+8+10+40). El nombre Alá الله tiene el valor de 66 (1+30+30+5).

## Valores de las letras
| Valor | Letras | Nombre   | Trans- literación |
| ----- | ------ | -------- | ----------------- |
| 1     | ا      | alif     | ā / ʼ             |
| 2     | ب      | bāʼ      | b                 |
| 3     | ج      | yīm      | y                 |
| 4     | د      | dāl      | d                 |
| 5     | ه      | hāʼ      | h                 |
| 6     | و      | wāw      | w / ū             |
| 7     | ز      | zayn/zāy | z                 |
| 8     | ح      | ḥāʼ      | ḥ                 |
| 9     | ط      | ṭāʼ      | ṭ                 |
|       |        |          |                   |

| Valor | Letras | Nombre | Trans- literación |
| ----- | ------ | ------ | ----------------- |
| 10    | ى      | iāʼ    | ī                 |
| 20    | ك      | kāf    | k                 |
| 30    | ل      | lām    | l                 |
| 40    | م      | mīm    | m                 |
| 50    | ن      | nūn    | n                 |
| 60    | س      | sīn    | s                 |
| 70    | ع      | ʻayn   | ʻ                 |
| 80    | ف      | fāʼ    | f                 |
| 90    | ص      | ṣād    | ṣ                 |
|       |        |        |                   |

| Valor | Letras | Nombre | Trans- literación |
| ----- | ------ | ------ | ----------------- |
| 100   | ق      | qāf    | q                 |
| 200   | ر      | rāʼ    | r                 |
| 300   | ش      | shīn   | sh                |
| 400   | ت      | tāʼ    | t                 |
| 500   | ث      | ṯāʼ    | ṯ                 |
| 600   | خ      | jāʼ    | j                 |
| 700   | ذ      | ḏāl    | ḏ                 |
| 800   | ض      | ḍād    | ḍ                 |
| 900   | ظ      | ẓāʼ    | ẓ                 |
| 1000  | غ      | ġayn   | ġ                 |

Algunos de los valores numéricos son diferentes en el orden del abyad alternativo. Cuatro letras persas usan los siguientes valores:
| Valor | Letras | Nombre | Trans- literación |
| ----- | ------ | ------ | ----------------- |
| 2     | پ      | pa     | p                 |
| 3     | چ      | čim    | č                 |
| 7     | ژ      | že     | ž                 |
| 20    | گ      | gaf    | g                 |

## Sistemas similares
Los numerales abyad son equivalentes a los más antiguos numerales hebreos hasta el número 400. El sistema numérico hebreo se conoce como gematría cuando es utilizado en el marco de la cábala y la numerología. Al igual que la numeración abyad, se utiliza actualmente para ordenar puntos en listas, incluyendo los seis primeros días de la semana. Los numerales griegos difieren en varios puntos de los abyad (por ejemplo, en el alfabeto griego no hay equivalente de la letra ṣād) aunque, al igual que los dos anteriores, sigue actualmente en uso para fines similares.